# 11207 Black
A 11207 Black (ideiglenes jelöléssel 1999 FQ58) a Naprendszer kisbolygóövében található aszteroida. A LINEAR projekt keretében fedezték fel 1999. március 20-án.